# Jesenice (Rakovník)
Jesenice é uma cidade checa localizada na região da Boêmia Central, distrito de Rakovník.